# Stanisław Jaśkowski
Stanisław Jaśkowski (22 de abril de 1906, Varsóvia – novembro 16, de 1965, de Varsóvia) foi um lógico polonês que deu importantes contribuições para a teoria da prova e a semântica formal. Ele foi estudante de Jan Lukasiewicz e um membro da Escola de Lógica Lwów-Warsaw. Após sua morte, seu nome foi adicionado à Genius Wall of Fame. Ele foi o Presidente (reitor) da Nicolaus Copernicus University em Toruń.
Jaśkowski é considerado um dos fundadores da dedução natural, que ele descobriu independentemente de Gerhard Gentzen , na década de 1930. (A abordagem de Gentzen tornou-se inicialmente mais popular com os lógicos, porque poderia ser usada para provar o teorema da eliminação do corte. Mas a abrodagem de Jaśkowski está mais perto da maneira como as provas são feitas na prática.) Ele também foi um dos primeiros a propor um procedimento formal de cálculo de  tolerância a inconsistência (ou cálculo paraconsistente) lógica. Além disso, Jaśkowski foi um pioneiro na investigação tanto da lógica intuicionista como da lógica livre.

## Principais trabalhos
- Sobre as Regras de Suposições na Lógica Formal, Studia Logica, 1, 1934 pp. 5-32 (reimpresso em: Storrs McCall (ed.), Polaco lógica 1920-1939, Oxford University Press, 1967 pp. 232-258
- Investigações sobre o Sistema da Lógica Intuicionística 1936 (traduzido em: Storrs McCall (ed.), Polish logic 1920-1939, Oxford University Press, 1967 pp. 259-263
- Um Cálculo Proposicional para Sistemas Dedutivos Inconsistentes 1948 (reimpresso em: Studia Logica 24, 1969, pp 143–157 e em: Logic and Logical Philosophy 7, de 1999, pp. 35-56)
- Sobre a Conjunção Discussiva no Cálculo Proposicional para Sistemas Dedutivos Inconsistentes 1949 (reimpresso em: Logic and Logical Philosophy 7, de 1999, pp. 57-59)
- Sobre as Fórmulas em que nenhuma Variável Individual ocorre mais do que Duas Vezes, Journal of Symbolic Logic, 31, 1966, pp. 1-6)

Em polonês
- O symetrii w zdobnictwie eu przyrodzie - matematyczna teoria ornamentów (Título em português: Sobre a Simetria na Arte e na Natureza), PWS, Warszawa, 1952 (livro, 168 páginas).
- Matematyczna teoria ornamentów (Título em português: a Teoria Matemática dos Ornamentos), PWN, Warszawa, 1957 (livro, 100 páginas).